# Adauto Puñales
Adauto Álvaro Puñales Lascano (Lascano, 31 de enero de 1935 - 23 de septiembre de 2009) fue un rematador, funcionario y político uruguayo perteneciente al Partido Colorado.
Oriundo del departamento de Rocha. De profesión rematador.
En 1984 fue elegido intendente por la Unión Colorada y Batllista para el periodo 1985-1990. Se postuló a la reelección en 1989, siendo derrotado por el caudillo blanco Irineu Riet Correa.
Vuelve a ganar la Intendencia para el periodo 1995-2000, esta vez representando al Foro Batllista. 